# Zorzines suspiciosa
Zorzines suspiciosa là một loài bướm đêm trong họ Noctuidae.